# Jean-Pierre Hernandez
Pour les articles homonymes, voir Hernandez.
Jean-Pierre Hernandez, né le 31 mai 1935 à Carpentras et mort le 24 octobre 2024 à Pau,, est un ex-braqueur français surnommé « Gros Pierrot » dans le milieu. Ancien caïd de la French Connection, il fait de la prison et vit dans la clandestinité pendant 13 ans,.

## Biographie
Jean-Pierre Hernandez est élevé par une mère corse « très travailleuse qui tenait la maison d'une main de fer ». Il devient acheteur pour le compte du père de sa première épouse, fille d'un gros exportateur de fruits, dont il fait prospérer l'entreprise familiale. Ses contacts dans « le Milieu » l'amènent au crime organisé et à la French Connection entre 1960 et 1990. Jean-Pierre Hernandez sévit dans le trafic d'héroïne avec Gaëtan Zampa, l'un des parrains de Marseille, et de Jean-Louis Fargette.
Il finit par être arrêté avec trente autres personnes. Faute de preuves solides, il écope de cinq ans de prison. Il s'évade un jour de permission. S'ensuit une longue cavale de treize ans entre l'Espagne et l'Allemagne. 
En 2011 dans son livre Confessions d'un caïd, l'ancien gangster livre de spectaculaires révélations sur l'affaire Agnès Le Roux disparue en 1977. Selon Jean-Pierre Hernandez, la justice s'est trompée de coupable en condamnant Maurice Agnelet. Son « frère » de la pègre, Jeannot Lucchesi lui a révélé dans les années 80 avoir supprimé Agnès Le Roux, jeté son corps aux Goudes, près de Marseille et fait disparaître sa voiture, sans toucher l'argent du contrat.

### Vie privée
Jean-Pierre Hernandez a trois filles et un fils Antony adopté en 2015

## Publications
- Quand j’étais gangster, Flammarion, 2014
- Confessions d'un caïd, Éditions du Moment, 2011